# Tonne atro
Pour les articles homonymes, voir Tonne (homonymie).
La tonne atro est une unité de masse spécifique au bois. Atro vient de l'allemand absolut trocken, soit "absolument sec"!